# Spin (relaciones públicas)
En relaciones públicas, spin es una forma de propaganda, utilizada a través de la provisión de una interpretación de un evento o campaña que consiga persuadir a la opinión pública en favor o en contra de una cierta organización o figura pública. Así, un spin doctor viene a ser una entidad encargada de la orquestación de esa propaganda.
Mientras las relaciones públicas tradicionales descansan en la presentación creativa de los hechos, el spin implica tácticas manipulativas, ingeniosas, que pretenden manipular y potenciar una opción y la contraria.
Los políticos suelen ser acusados por sus oponentes de proclamar su honestidad y buscar la verdad usando tácticas de spin para manipular a la opinión pública. Debido a la asociación frecuente entre spin y conferencia de prensa, especialmente las conferencias de prensa de los gobiernos, el local en el que tienen lugar suele describirse como spin room.

## Técnicas
- Presentación selectiva de hechos y frases que apoyan la posición de una persona (cherry picking)
- Non-denial denial (negar sin negar)
- Utilizar frases de forma que se asuma una idea no probada como verdad (es decir, mentir sin que se note).
- Uso de eufemismos
- Enterrar las malas noticias: anunciando algo popular y bueno a la vez que varias noticias negativas, esperando que los media se enfoquen en lo más popular y dejen lo que menos conviene de lado.

Un ejemplo de técnica de spin se dio en Estados Unidos el 11 de septiembre de 2001, durante el atentado contra las Torres Gemelas, cuando Jo Moore, jefe de prensa del gobierno británico escribió en un correo electrónico la frase "hoy es un buen día para lanzar alguna mala noticia que queramos enterrar" (It's now a very good day to get out anything we want to bury). Cuando este correo salió a la luz, Moore fue obligado a pedir perdón por haberlo escrito.